# Germán Sánchez (saltador)
Germán Saúl Sánchez Sánchez  (Guadalajara, 24 de junho de 1992) é um saltador mexicano, medalhista olímpico. 

## Carreira

### Londres 2012
Germán Sánchez representou seu país nos Jogos Olímpicos de Verão de 2012, na qual conquistou uma medalha de ouro, na plataforma sincronizada com Iván García. 

### Rio 2016
German voltou a competir na sua especialidade tanto sincronizado e no individual. Eliminado no sincronizado, German fez ótima final olímpica na plataforma individual conquistando a medalha de prata.